# Euphorbia parvicaruncula
Euphorbia parvicaruncula är en törelväxtart som beskrevs av David C. Hassall. Euphorbia parvicaruncula ingår i släktet törlar, och familjen törelväxter. Inga underarter finns listade i Catalogue of Life.